# Sybra catalana
Sybra catalana är en skalbaggsart som beskrevs av J. Linsley Gressitt 1956. Sybra catalana ingår i släktet Sybra och familjen långhorningar. Inga underarter finns listade i Catalogue of Life.